# سباستیان لانگولت
سباستیان لانگولت (هلندی: Sebastian Langeveld؛ زادهٔ ۱۷ ژانویهٔ ۱۹۸۵) دوچرخه‌سوار اهل هلند است.
از باشگاه‌هایی که در آن رکاب زده‌است می‌توان به کنندیل–دراپاک، دلتا سایکلینگ روتردام، تیم سانوب، تیم لوتوان‌ال–یومبو، و تیم اوریکا–اسکات اشاره کرد.
وی در مسابقات کشوری و بین‌المللی در مجموع برندهٔ ۱ مدال برنز شده‌است.